# Sierpowo (województwo pomorskie)
Sierpowo (niem. Breitenfelde) – wieś w Polsce położona w województwie pomorskim, w powiecie człuchowskim, w gminie Czarne.

## Administracja
Prywatna wieś szlachecka położona była w drugiej połowie XVI wieku w województwie pomorskim. W latach 1975–1998 miejscowość położona była w województwie słupskim.

## Zabytki
Według rejestru zabytków NID na listę zabytków wpisany jest kościół pw. św. Judy Tadeusza z muru pruskiego, z 2 poł. XVII w., nr rej.: A-273 z 26.03.1960.

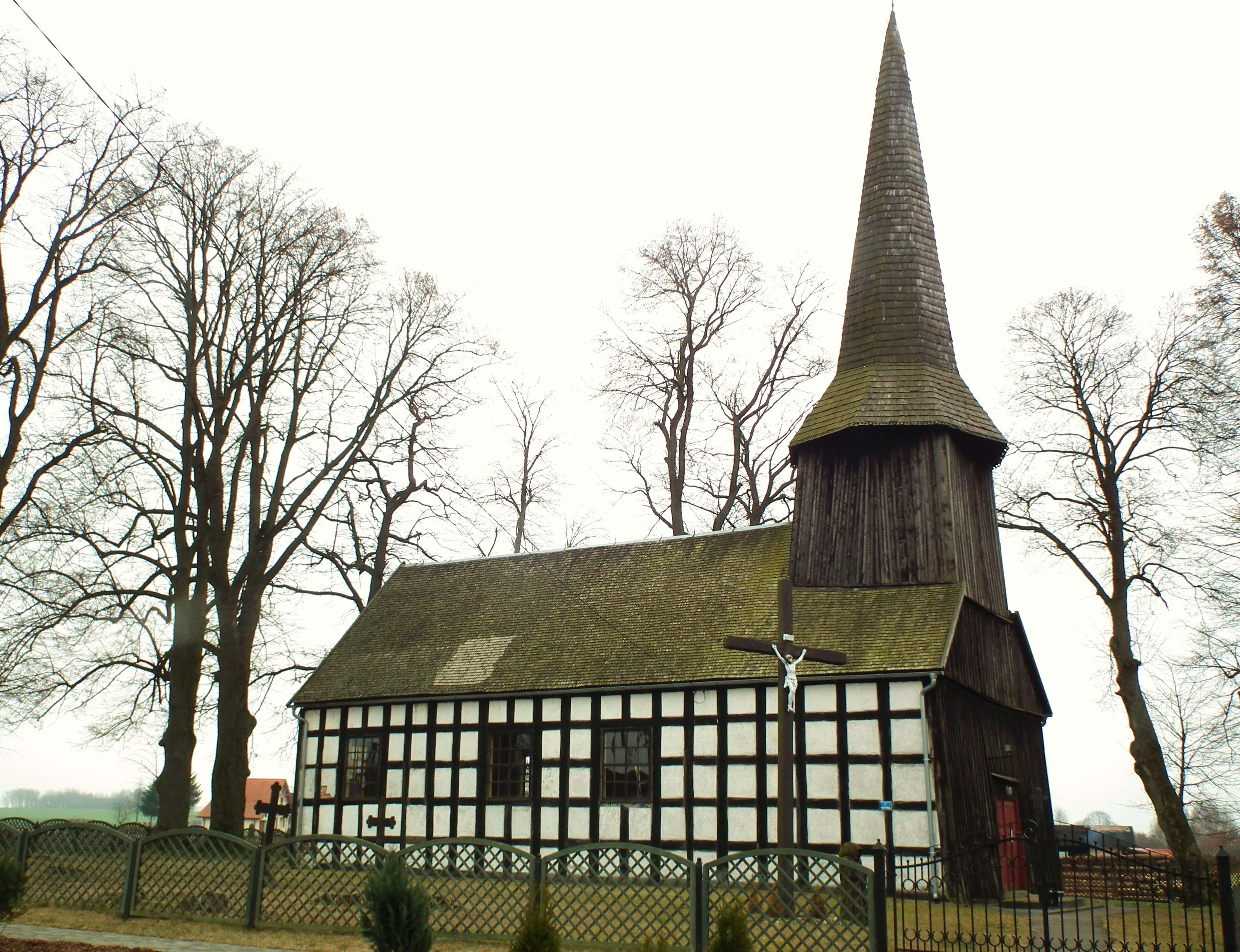
Kościół pw. św. Judy Tadeusza